# تعهد (فیلم ۱۹۷۵)
تعهد (به هندی: Pratigya) فیلمی محصول سال ۱۹۷۵ و به کارگردانی دولال گوها است. در این فیلم بازیگرانی همچون درمندرا، هما مالینی، آجیت خان، آبی باتاچاریا ایفای نقش کرده‌اند.

## خلاصه داستان
آجیت راننده ساده دل کامیون است که زندگی اش در رفت و آمد در جاده ها خلاصه گشته.در یکی از مسافرت هایش خبر می‌رسد که مادرش در حال مرگ است و او با عجله خود را به بالین مادر می رساند.مادر افشا میکند که آجیت فرزند واقعی او نیست و در اصل پسر افسر پلیسی شجاع و وظیفه شناس بنام دوندار سینگ است که خود و خانواده اش بدست راهزنی بدنام بنام بهارات به قتل رسیدند.آجیت قسم میخورد که انتقام مرگ خانواده اش را بگیرد و از این رو راهی دهکده ای میشود که مرکز شرارت و جنایت بهارات شده.در راه شاهد درگیری نیروهای پلیس با افراد بهارات میشود و تمام نیروهای پلیس کشته می‌شوند و فرمانده آنها بنام دسوزا به او میگوید که قرار بود با مهمات و افرادش یک پاسگاه در دهکده تاسیس کند و سپس او هم تسلیم مرگ میشود.آجیت پس از پنهان ساختن مهمات پلیس و با جعل هویت با عنوان و لباس پلیس وارد دهکده میشود و یک مشروب فروشی را به پاسگاه تبدیل می‌کند و به چندین نفر از افراد روستایی اسلحه و لباس پلیس میدهد.از سوی دیگر آرام آرام دلباخته دختری بنام رادا که برادر زاده بهارات است میشود.به این ترتیب است که آجیت به همراه روستائیان با پوشیدن لباس پلیس و تاسیس پاسگاه در جنگی خونین در برابر افراد بهارات می ایستند و...

## بازیگران و صداپیشگان
| نقش               | بازیگر         | دوبلُر          |
| آجیت              | درمندرا        | خسرو شایگان    |
| بازرس دوندراسینگ  | درمندرا        | پرویز ربیعی    |
| رادا              | هما مالینی     | زهره شکوفنده   |
| بهارات            | آجیت خان       | پرویز فیروزکار |
| بازرس دسوزا       | ساتین کاپو     | ناصر احمدی     |
| کانها             | جاگدیپ         | کنعان کیانی    |
| مادرخوانده آجیت   | لیلا میشرا     | بدری نوراللهی  |
| بازرس آبیجیت سینگ | ابهی باتاچاریا | پرویز ربیعی    |
| شیوچاران          | نذیر حسین      | پرویز نارنجیها |
| چاندی             | کشتو موکرجی    | جواد پزشکیان   |
| راگو              | امتیاز خان     | سعید مظفری     |
| رئیس پلیس         | پرادیپ کومار   | حسین معمارزاده |